# اینگلساید آن د بی (تگزاس)
اینگلساید آن د بی، تگزاس(به انگلیسی: Ingleside on the Bay, Texas) شهری در ایالت تگزاس از ایالات جنوبی ایالات متحده آمریکا است. در سرشماری سال ۲۰۰۰، جمعیت این شهر ۶۵۹ نفر اعلام شد.